# Lilla Minna Ábrahám
Lilla Minna Ábrahám (* 23. März 2006 in Budapest) ist eine ungarische Schwimmerin. Sie gewann bis August 2024 bei Europameisterschaften drei Goldmedaillen, drei Silbermedaillen und eine Bronzemedaille auf der 50-Meter-Bahn.

## Sportliche Karriere
Lilla Minna Ábrahám studiert an der University of Southern California und schwimmt für deren Sportteam, in Ungarn gehört sie dem Verein Ujpesti Torna Egylet an.
Ábrahám gewann 2020 mit der Staffel ihren ersten ungarischen Meistertitel in der Erwachsenenklasse.
Anfang Juli 2022 bei den Junioreneuropameisterschaften siegte Ábrahám mit der 4-mal-200-Meter-Freistilstaffel. Hinzu kam eine Silbermedaille über 200 Meter Lagen. Mitte August bei den Europameisterschaften in Rom siegte die niederländische 4-mal-200-Meter-Freistilstaffel vor den Britinnen. Eine Sekunde hinter den Britinnen wurden Nikolett Pádár, Katinka Hosszú, Ajna Késely und Lilla Minna Ábrahám Dritte. Zsuzsanna Jakabos und Dóra Molnár erhielten eine Medaille für ihren Einsatz im Vorlauf. In den Mixed-Wettbewerben wurde Ábrahám Siebte mit der 4-mal-100-Meter-Freistilstaffel und Vierte mit der 4-mal-200-Meter-Freistilstaffel. Ende August und Anfang September bei den Juniorenweltmeisterschaften in Lima siegte Ábrahám mit beiden Freistil-Frauenstaffeln und wurde Zweite über 400 Meter Lagen und über 200 Meter Freistil. Eine dritte Goldmedaille gewann Ábrahám für ihren Einsatz im Vorlauf der 4-mal-100-Meter-Mixed-Freistilstaffel.
Anfang Juli 2023 bei den Junioreneuropameisterschaften in Belgrad gewann Lilla Minna Ábrahám Silber mit der 4-mal-100-Meter-Freistilstaffel und über 200 Meter Freistil. Danach siegte sie mit der 4-mal-200-Meter-Freistilstaffel. Über 200 Meter Lagen wurde sie Fünfte. Zwei Wochen später bei den Weltmeisterschaften in Fukuoka erreichte die 4-mal-200-Meter-Freistilstaffel mit Nikolett Pádár, Lilla Minna Ábrahám, Dóra Molnár und Ajna Késely den Endlauf und wurde Siebte.
Im Februar 2024 bei den Weltmeisterschaften in Doha schwamm die 4-mal-200-Meter-Freistilstaffel mit Nikolett Pádár, Lilla Minna Ábrahám, Dóra Molnár und Ajna Késely schwamm auf den achten Platz.
Im Juni 2024 bei den Europameisterschaften in Belgrad gewann die ungarische 4-mal-200-Meter-Freistilstaffel mit Pádár, Molnár, Késely und Ábrahám die Silbermedaille mit einer Sekunde Rückstand auf die israelische Staffel. Über 100 Meter Freistil wurde Ábrahám Achte. In der 4-mal-100-Meter-Freistilstaffel schwammen Panna Ugrai, Zsuzsanna Jakabos, Petra Senánszky und Dora Molnár die schnellste Vorlaufzeit. Im Finale waren Petra Senánszky, Lilla Minna Ábrahám, Panna Ugrai und Nikolett Pádár fünf Sekunden schneller und gewannen mit fast zwei Sekunden Vorsprung vor den Däninnen. Über 200 Meter Freistil erschwamm Ábrahám die Silbermedaille hinter der Tschechin Barbora Seemanová. Die 4-mal-100-Meter-Lagenstaffel mit Lora Komoróczy, Eszter Békési, Panna Ugrai und Nikolett Pádár wurde Zweite hinter den Polinnen, Minna Ábrahám erhielt Silber für ihren Einsatz im Vorlauf. In der 4-mal-100-Meter-Mixed-Freistilstaffel waren Bence Szabados, Boldizsár Magda, Nikolett Pádár und Minna Ábrahám die Vorlaufschnellsten. Im Finale siegten Hubert Kós, Szebasztián Szabó, Panna Ugrai und Nikolett Pádár vor dem polnischen Quartett. Ebenfalls Vorlaufschnellste war die 4-mal-200-Meter-Mixed-Freistilstaffel mit Attila Kovács, Boldizsár Magda, Dora Molnár und Nikolett Pádár. Im Endlauf gewannen Richárd Márton, Balázs Holló, Minna Ábrahám und Nikolett Pádár mit fast fünf Sekunden Vorsprung. Direkt im Anschluss an die Europameisterschaften trat Ábrahám bei den Junioreneuropameisterschaften 2024 an. Sie siegte über 200 Meter und 400 Meter Freistil sowie mit der 4-mal-200-Meter Freistilstaffel und gewann Silber über 100 Meter Freistil.
Bei den Olympischen Spielen in Paris schied Lilla Minna Ábrahám mit der 4-mal-100-Meter-Freistilstaffel im Vorlauf und über 200 Meter Freistil im Halbfinale aus. Die 4-mal-200-Meter-Freistilstaffel mit Nikolett Pádár, Minna Ábrahám, Ajna Késely und Panna Ugrai erreichte das Finale und belegte den sechsten Platz.